# Chris Steenwegen
Chris Steenwegen (Sint-Niklaas, 16 januari 1958) is een Belgisch politicus voor Groen.

## Levensloop
Steenwegen behaalde in 1980 een licentie in de biologische wetenschappen aan de Universiteit Antwerpen, in 1988 een licentie milieuwetenschappen aan de Rijksuniversiteit Gent en in 2006 een master in public management aan de Katholieke Universiteit Leuven.
Van 1980 tot 1982 was Steenwegen projectmedewerker bij de Volkshogeschool Elcker Ick in Antwerpen. Nadien was hij van 1982 tot 1983 arbeider bij een landbouwbedrijf in Bassevelde en van 1983 tot 1985 projectleider van de vzw De Andere Weg in Eeklo. Daarna was Steenwegen van 1986 tot 1987 wetenschappelijk medewerker van de Koninklijke Vereniging voor Natuur en Stedeschoon en werd hij wetenschappelijk medewerker aan het Laboratorium voor Algemene en Toegepaste Microbiële Ecologie aan de UGent. Bovendien was hij van 1989 tot 1998 directeur van het Instituut voor Politieke Ecologie en van 1989 tot 2001 projectleider gewestelijke milieubeleidsplanning bij de Vlaamse overheid.
Van 2001 tot 2004 was hij kabinetschef van Vera Dua, Ludo Sannen en Jef Tavernier, ministers van Leefmilieu en Landbouw in de Vlaamse Regering. Vervolgens was Steenwegen van 2005 tot 2011 communicatie- en strategieverantwoordelijke bij het Agentschap voor Natuur en Bos en van 2011 tot 2018 algemeen directeur van Natuurpunt. In oktober 2018 werd hij ontslagen bij Natuurpunt als gevolg van een vertrouwensbreuk.
Bij de Vlaamse verkiezingen van 26 mei 2019 stond hij op de tweede plaats van de Vlaams-Brabantse Groen-lijst. Steenwegen werd verkozen in het Vlaams Parlement met 5.654 voorkeurstemmen. Steenwegen nam er zitting in de commissie Landbouw, Visserij en Plattelandsbeleid. Ook werd hij afgevaardigd naar de Senaat als deelstaatsenator. In 2024 kwam hij niet meer op.